# Marsupella disticha
Marsupella disticha là một loài Rêu trong họ Gymnomitriaceae. Loài này được Stephani mô tả khoa học đầu tiên năm 1901.